# École nationale supérieure des beaux-arts

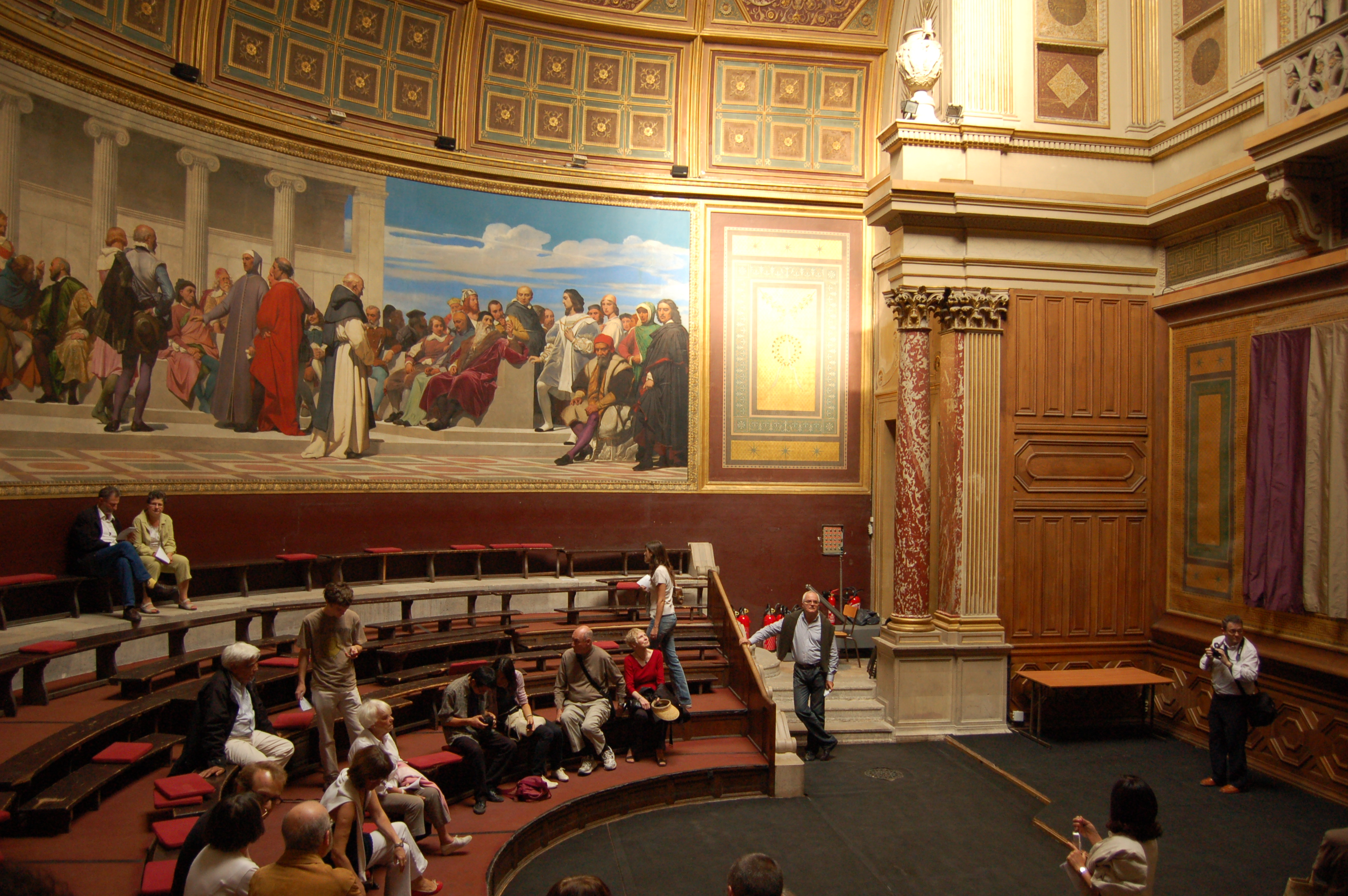
Amfiteatr

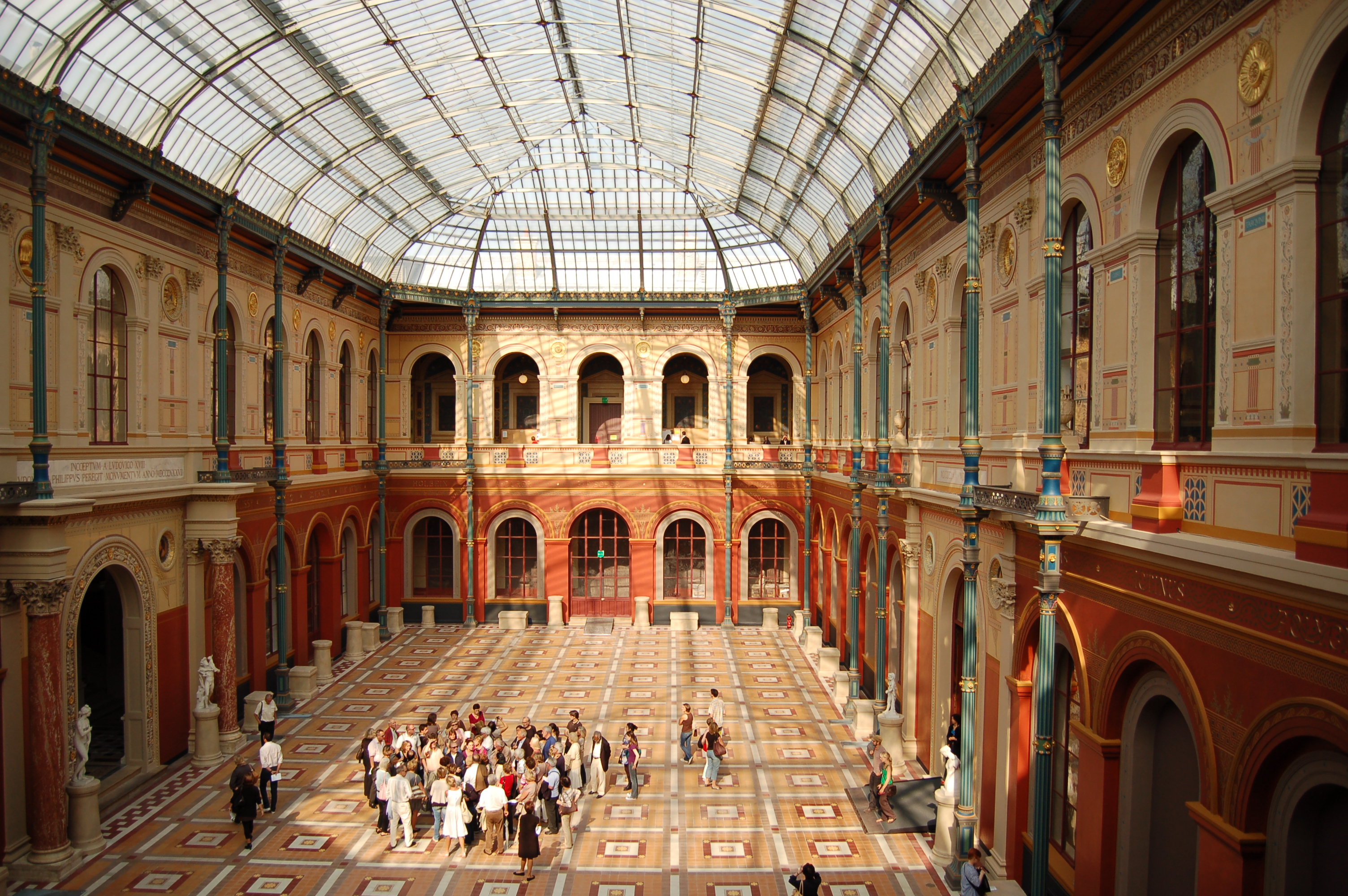
Dziedziniec wewnętrzny

Państwowa Wyższa Szkoła Sztuk Pięknych (fr. École nationale supérieure des beaux-arts de Paris, ENSBA) – wyższa szkoła sztuk pięknych w Paryżu założona w 1648 przez Charlesa Le Bruna jako Królewska Akademia Malarstwa i Rzeźby (fr. Académie royale de peinture et de sculpture).
Szkoła zajmuje dwuhektarowy teren w dzielnicy Saint-Germain-des-Prés. W roku 1830 architekt Félix Duban, laureat Prix du Rome, zaprojektował monumentalny budynek Akademii, nazwany Palais des Etudes. Duban włączył do niego fragmenty wcześniejszych budowli, m.in. portal Château d’Anet z roku 1548.
Do kompleksu szkoły należą też Bâtiment des Loges 1820, Bâtiment des Expositions 1862, Hotel de Chimay 1750 oraz budynek pracowni zbudowany z betonu po II wojnie światowej przez Augusta Perreta.
Do tradycji szkoły należą konkursy, których główną nagrodą w XIX wieku były stypendia Prix de Rome, umożliwiające laureatom trzyletni pobyt studialny w Villa Medici w Rzymie.
Podczas rewolucji francuskiej w roku 1793 Akademia została zamknięta, lecz już w roku 1797 otwarto ją ponownie.
Po roku 1897 dopuszczono kobiety do studiów w Akademii.

## Absolwenci École des beaux-arts de Paris (wybór)
- Paul Abadie
- Jean Bazaine
- Jean Béraud
- Bernard Buffet
- Eugène Delacroix
- Raoul Dufy
- Jean-Auguste-Dominique Ingres
- Charles de La Fosse
- Aline Réveillaud de Lens
- Aristide Maillol
- Henri Matisse
- Octave Tassaert
- James Tissot